# Tenno
Tenno (Tén, pronuncia IPA [teŋ] in dialetto locale) è un comune italiano di 2 064 abitanti della provincia autonoma di Trento in Trentino-Alto Adige a pochi chilometri da Riva del Garda e da Arco, adagiato su uno dei monti che racchiude il Lago di Garda.
All'interno del territorio comunale sorge il Lago di Tenno conosciuto per il particolare colore azzurro cristallino delle sue acque e il borgo medioevale di Canale, inserito nella lista dei borghi più belli d'Italia.

## Storia
Tenno viene menzionato per la prima volta in documenti del 1194 come Theni. Nel 1205, secondo Christian Schneller, il nome compare in riferimento al castello come Castrum Tenni. Il toponimo deriva probabilmente dal langobardo. Secondo Mastrelli Anzilotti, le radici longobarde possono essere considerate solo perché non c'è mai stata una germanizzazione dei toponimi della zona. L'ipotesi di radici longobarde è supportata da reperti archeologici di questo periodo.

### Simboli
Lo stemma e il gonfalone sono stati approvati con D.G.P. del 17 aprile 1987 n. 3443.
Stemma
Una precedente versione dello stemma era stata riconosciuta con D.C.G. del 16 febbraio 1943.
Gonfalone
(D.G.P. del 17 aprile 1987)
Una versione precedente del gonfalone era stata concessa con regio decreto del 7 giugno 1939.

## Monumenti e luoghi di interesse

### Architetture religiose
- Chiesa dell'Immacolata, parrocchiale.
- Chiesa di San Lorenzo Martire.
- Chiesa di Sant'Antonio, nella frazione Ville del Monte.
- Chiesa di San Giovanni Battista, nella frazione Ville del Monte.
- Chiesa di San Leonardo, nella frazione Pranzo.
- Chiesa di San Zeno, nella frazione Cologna.
- Chiesa di San Pietro, sul Monte Calino.

Il Castello di Tenno (XII sec.) domina il paese, fatto di case in pietra e strette viuzze medievali, con un affaccio panoramico sul Lago di Garda.
All'interno del territorio comunale è situato il lago di Tenno, spesso frequentato da turisti per via delle sue acque totalmente balneabili.
L'abitato di Canale, tra il borgo di Tenno e il lago, fa parte della lista dei più bei Borghi d’Italia: d’estate qui si tiene Rustico Medioevo: giochi e spettacoli di strada per rivivere le atmosfere medievali del borgo, mentre durante il periodo natalizio si tengono i tipici Mercatini di Natale, fra i più caratteristici del Trentino.

## Società

### Evoluzione demografica
Abitanti censiti

## Geografia antropica
La circoscrizione territoriale ha subito le seguenti modifiche: nel 1929 aggregazione di territori dei soppressi comuni di Cologna-Gavazzo, Pranzo e Ville del Monte.

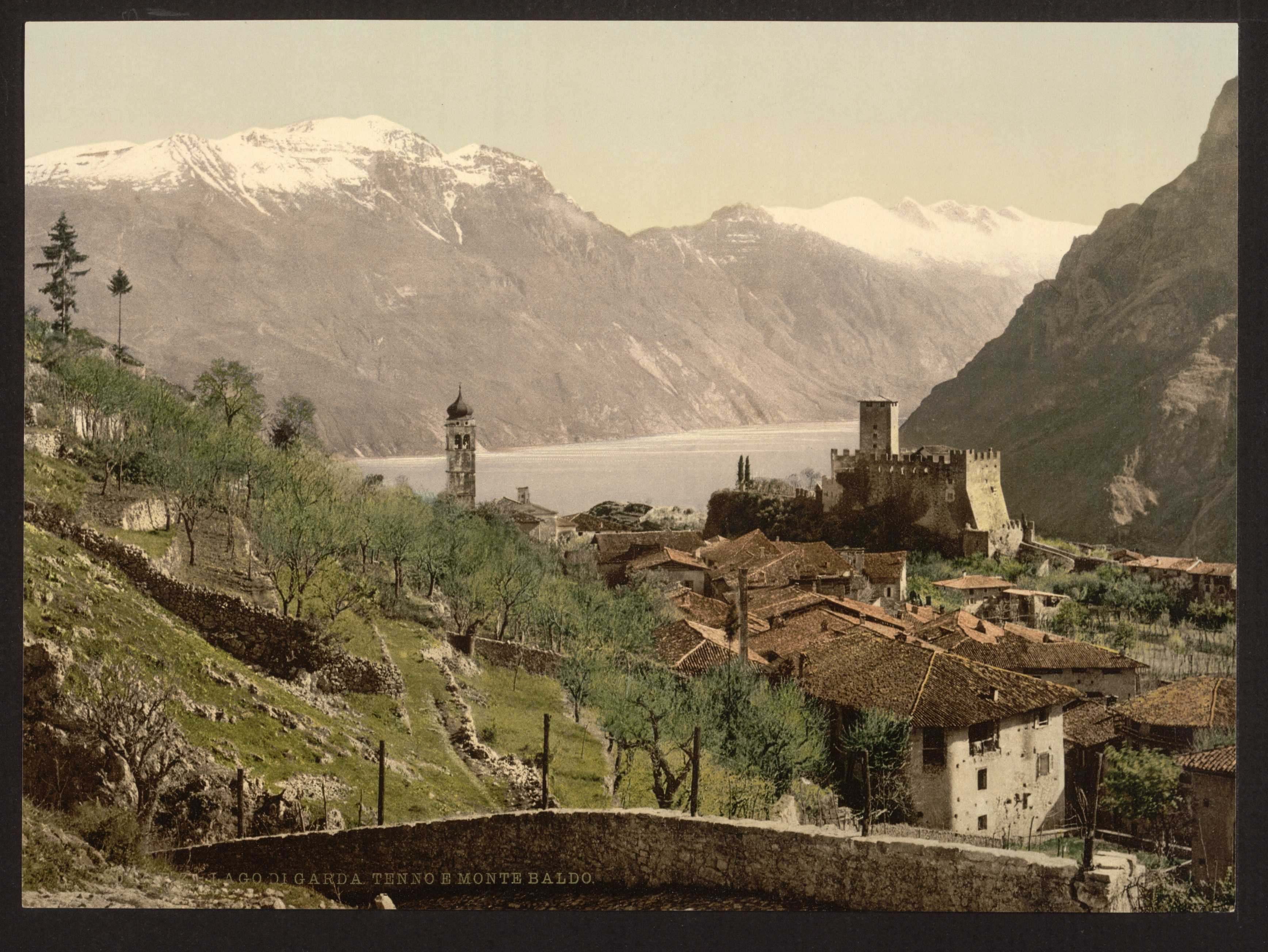
Tenno e il monte Baldo tra il 1890 e il 1900

### Frazioni
La frazione più estesa è quella di Ville del Monte, costituita da quattro borghi (Sant'Antonio, Pastoedo, Canale e Calvola) e dal recente abitato di Mattoni, sorto in corrispondenza di un dosso franato che sbarrò il corso del torrente Rì Sec (Rio Secco), dando origine al lago di Tenno.
I borghi sono situati sulle pendici del monte Callino e hanno conservato un aspetto antico: Calvola, a 700 m s.l.m. e in origine abitato in inverno dai pastori che d'estate portavano le bestie verso i pascoli più alti, è stato collegato solo in epoca piuttosto recente con una strada asfaltata; Canale ha ospitato il set di alcuni film ambientati in epoca medioevale e tutte le estati vi si svolge una sagra che rievoca gli antichi mestieri e la vita quotidiana di un borgo antico.

## Economia
L'economia è incentrata principalmente sul turismo estivo e durante il periodo natalizio vista la presenza dei mercatini di natale. Tuttavia sul territorio comunale sorgono anche numerose aziende agricole e allevamenti di animali che costituiscono insieme al turismo le principali attività di sostentamento per il paese.